# Берхинг
Берхинг (њем. Berching) град је у њемачкој савезној држави Баварска. Једно је од 19 општинских средишта округа Нојмаркт (Горњи Палатинат). Према процјени из 2010. у граду је живјело 8.617 становника. Посједује регионалну шифру (AGS) 9373112.

## Географски и демографски подаци
Берхинг се налази у савезној држави Баварска у округу Нојмаркт (Горњи Палатинат). Град се налази на надморској висини од 385 метара. Површина општине износи 131,2 km². У самом граду је, према процјени из 2010. године, живјело 8.617 становника. Просјечна густина становништва износи 66 становника/km².

## Међународна сарадња
| Мјесто          | Држава    | Врста сарадње | Од    |
| --------------- | --------- | ------------- | ----- |
|                 | Француска | партнерство   | 1994. |
| Швертберг       | Аустрија  | контакт       | 1992. |
| Обернберг ам Ин | Аустрија  | партнерство   | 1973. |
| Извор           |           |               |       |